# Cecilio Domínguez
Cecilio Andrés Domínguez Ruiz (sinh ngày 11 tháng 8 năm 1994) là một cầu thủ bóng đá người Paraguay thi đấu ở vị trí tiền đạo cho câu lạc bộ México América và đội tuyển quốc gia Paraguay.

## Sự nghiệp
Cầu thủ được cho mượn đến Club Nacional Asunción với thời gian 6 tuần để tham dự Copa Libertadores 2014.

### América
Vào ngày 13 tháng 1 năm 2017, đội bóng México Club América ký hợp đồng với Domínguez từ Cerro Porteño. Ngày 28 tháng 1, Domínguez ra mắt tại Liga MX trước Veracruz, ghi bàn thắng duy nhất của trận đấu.

## Thống kê sự nghiệp

### Câu lạc bộ
Tính đến ngày 13 tháng 1 năm 2019
| Câu lạc bộ          | Mùa giải            | Giải vô địch        | Giải vô địch | Giải vô địch | Cúp     | Cúp       | Châu lục | Châu lục  | Tổng cộng | Tổng cộng |
| Câu lạc bộ          | Mùa giải            | Hạng đấu            | Số trận      | Bàn thắng    | Số trận | Bàn thắng | Số trận  | Bàn thắng | Số trận   | Bàn thắng |
| ------------------- | ------------------- | ------------------- | ------------ | ------------ | ------- | --------- | -------- | --------- | --------- | --------- |
| Sol de America      | 2011                | Primera División    | 2            | 1            | –       | –         | –        | –         | 2         | 1         |
| Sol de America      | 2012                | Primera División    | 24           | 2            | –       | –         | –        | –         | 24        | 2         |
| Sol de America      | 2013                | Primera División    | 25           | 5            | –       | –         | –        | –         | 25        | 5         |
| Sol de America      | 2014                | Primera División    | 38           | 3            | –       | –         | –        | –         | 38        | 3         |
| Sol de America      | Tổng cộng           | Tổng cộng           | 89           | 11           | –       | –         | –        | –         | 89        | 11        |
| Nacional Asunción   | 2014                | Primera División    | –            | –            | –       | –         | 2        | 0         | 2         | 0         |
| Nacional Asunción   | Tổng cộng           | Tổng cộng           | –            | –            | –       | –         | 2        | 0         | 2         | 0         |
| Cerro Porteño       | 2015                | Primera División    | 37           | 6            | –       | –         | 2        | 1         | 39        | 7         |
| Cerro Porteño       | 2016                | Primera División    | 32           | 19           | –       | –         | 10       | 7         | 42        | 26        |
| Cerro Porteño       | Tổng cộng           | Tổng cộng           | 69           | 25           | –       | –         | 12       | 8         | 81        | 33        |
| América             | 2016–17             | Liga MX             | 6            | 3            | 2       | 0         | —        | —         | 8         | 3         |
| América             | 2017–18             | Liga MX             | 29           | 6            | 5       | 0         | 4        | 3         | 38        | 9         |
| América             | 2018–19             | Liga MX             | 19           | 2            | 4       | 4         | —        | —         | 23        | 6         |
| América             | Tổng cộng           | Tổng cộng           | 58           | 13           | 11      | 4         | 4        | 3         | 73        | 20        |
| Tổng cộng sự nghiệp | Tổng cộng sự nghiệp | Tổng cộng sự nghiệp | 216          | 49           | 11      | 4         | 18       | 11        | 245       | 64        |

## Danh hiệu

### Câu lạc bộ

#### Cerro Porteño
- Primera División: 2015 Apertura

### Individual
- Primera División Top Scorer: 2016 Clausura